# Kiribath

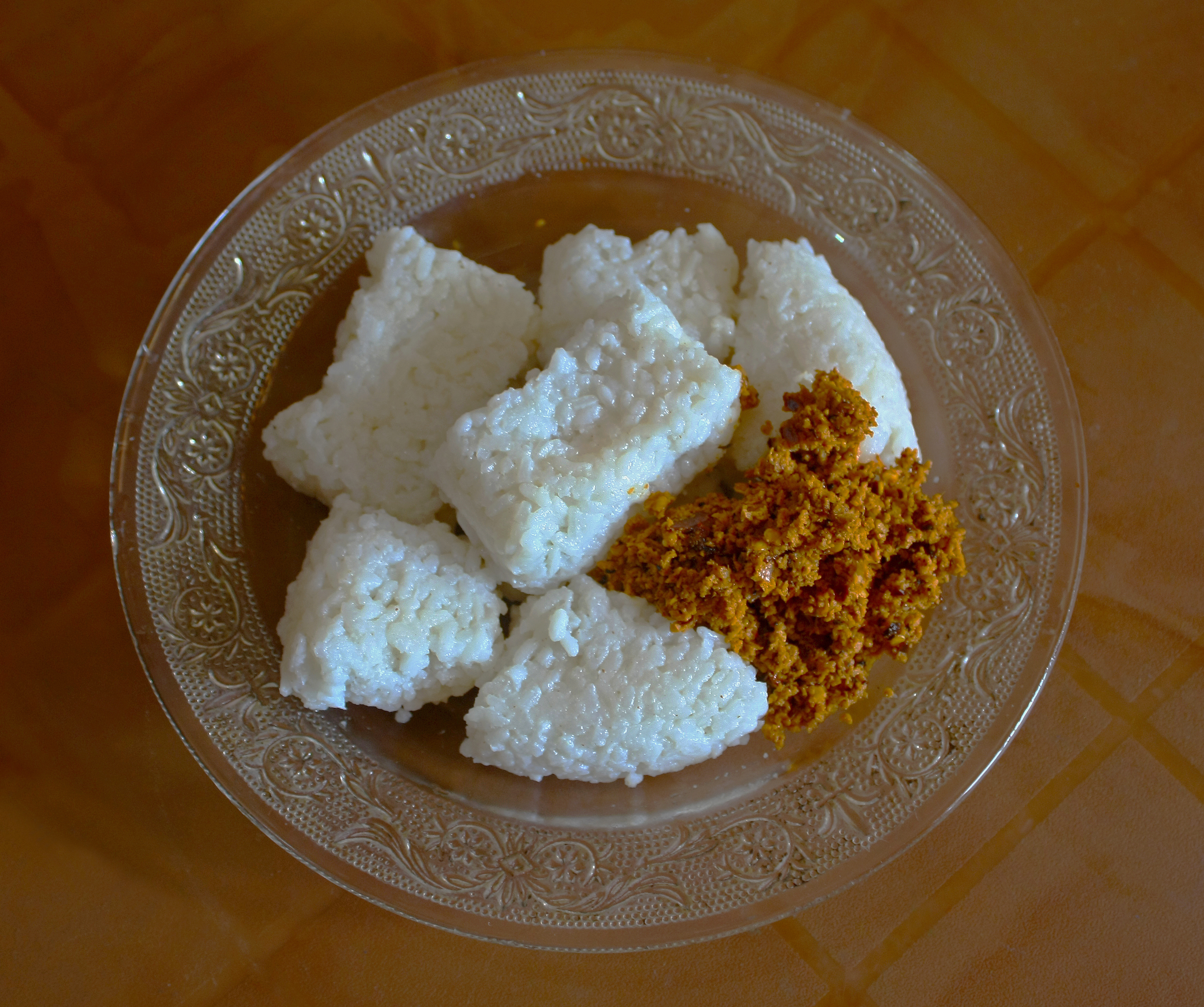
Kiribath

Kiribath é um prato da culinária do Sri Lanka, cujo nome significa "arroz com leite", uma vez que é preparado cozendo arroz em leite-de-coco muito concentrado, e é um dos pratos típicos do Ano Novo Cingalês.
Não é doce e é muitas vezes servido com "lunu miris", uma mistura de cebola vermelha finamente picada, malagueta e sumo de limão, ou com "panipol", um doce feito com coco partido em palitos, caramelizados em jagra e baunilha. 
Duas variantes são o mun kiribath, em que o arroz é cozido juntamente com feijão-mungo,  e o imbul kiribath, em que o "panipol" é colocado como um recheio, dando ao doce a forma dum "fruto-imbul" ou "jamum" (que pode ser associado ao jambalau). 